# Analhorn

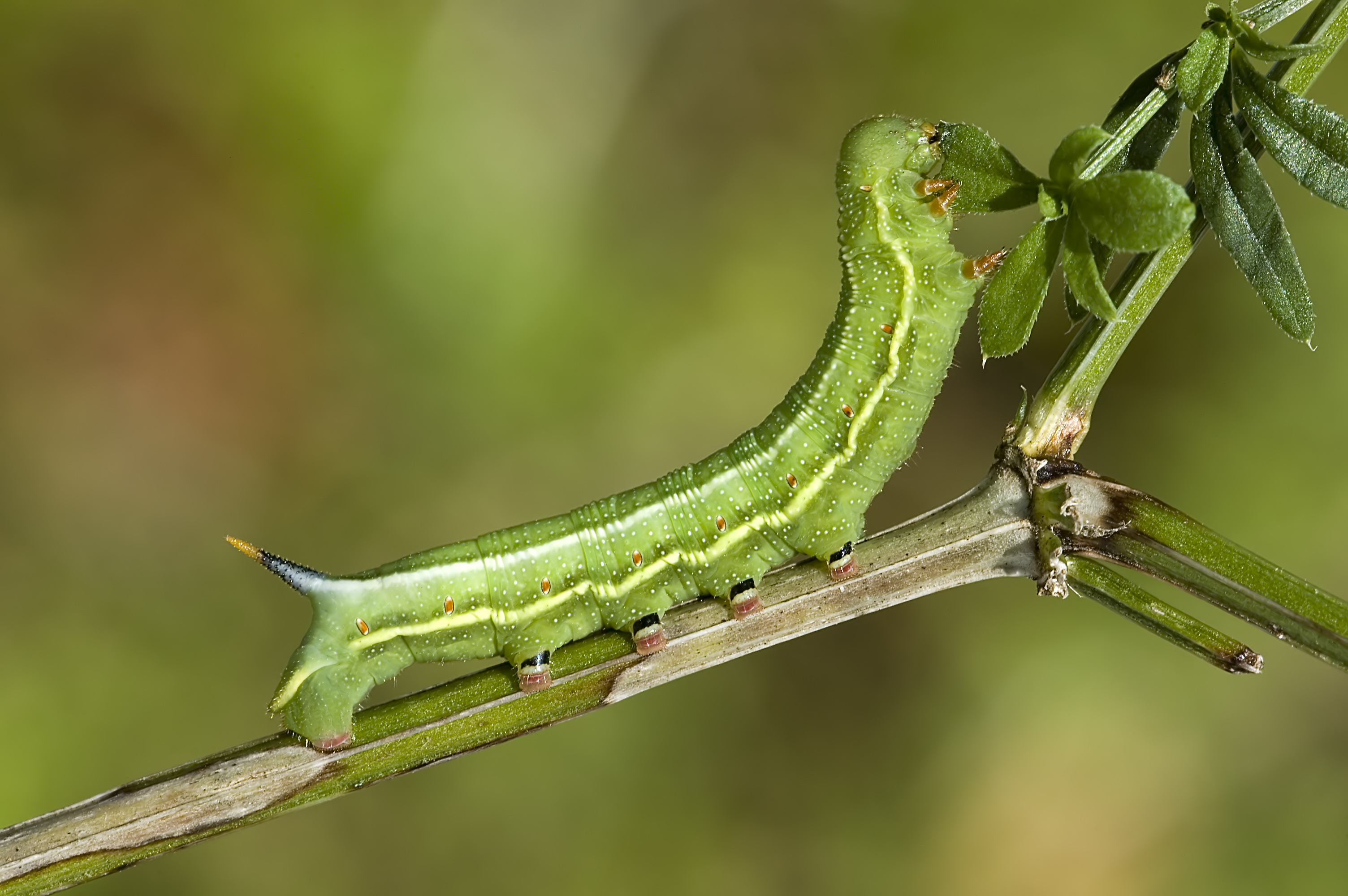
Raupe des Taubenschwänzchens mit gut erkennbarem Analhorn am Hinterleibsende

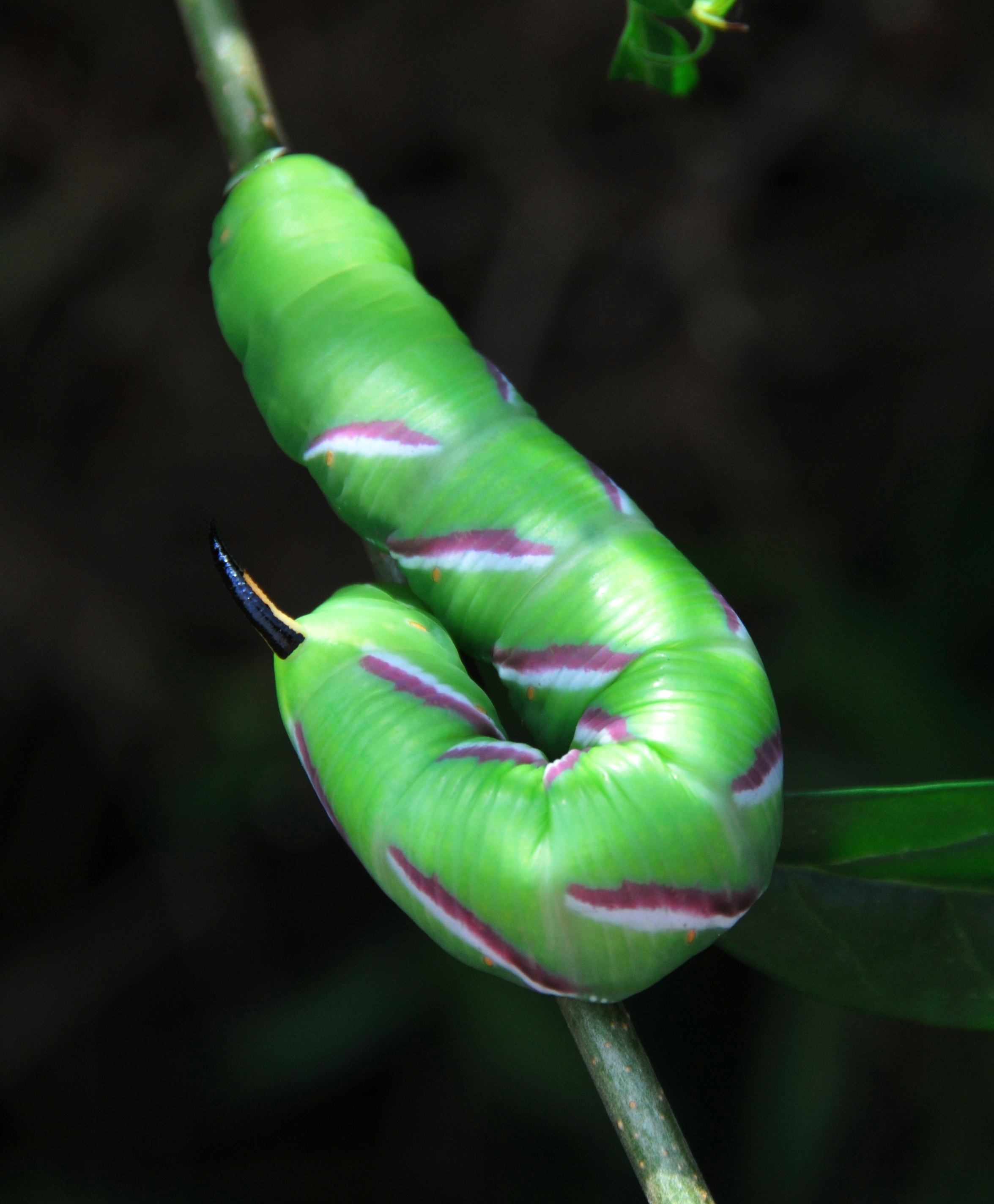
Raupe des Ligusterschwärmers

Das Analhorn ist ein charakteristisches Merkmal von Raupen der Bombycoidea und stellt eine Apomorphie dieser Gruppe dar. Insbesondere für die zu dieser Überfamilie gehörende Familie der Schwärmer ist das Analhorn typisch; aus diesem Grunde tragen die Raupen in der englischen Sprache den Namen hornworms. Das Horn befindet sich mittig am achten Abdominalsegment. Es kann gerade oder mehr oder weniger stark gekrümmt sein und ist bei den jeweiligen Arten unterschiedlich stark ausgeprägt. Es gibt Gattungen, bei denen es sehr lang ausgebildet ist, und solche, bei denen es zu einem flachen Höcker reduziert ist oder völlig fehlt.
Das Längenverhältnis Horn zu Raupe kann größer als 1:10 sein. Bei jungen Raupen ist das Horn typisch relativ am längsten, denn wenn sich die Raupe entwickelt und wächst, hält das Analhorn nicht im selben Verhältnis mit.
Bei manchen Arten scheint ein zurückgebildetes Analhorn ein blinzelndes (Säugetier-)Auge zu imitieren, um Feinde abzuschrecken.